# Казинка (Липецк)
Кази́нка — район в Левобережном округе города Липецка. Бывший (до 1993 года) посёлок городского типа Липецкой области. Включен в состав города Липецка в 1998 году.

## История
Населённый пункт возник в 1869 году как селение у станции Казинка на построенной тогда же железнодорожной линии Грязи — Елец. Станция получила название по соседнему селу Казинке (в 6 км).
В 1957 году станционный посёлок Казинка и посёлок Дачный были объединены в посёлок городского типа Казинка, сначала находившийся в Грязинском районе, а затем — в административном подчинении Липецкого горисполкома.
В 1976 в его состав включён также посёлок Новая Жизнь, ранее относившийся к Грязинскому району.
В 1993 году Казинка стала сельским населённым пунктом (посёлком), а в 1998 году была включена в состав города Липецка.

## Население
По переписи 1926 года в посёлке при станции Казинка Грязинской волости Липецкого уезда Тамбовской губернии было 8 хозяйств русских и 32 жителя (15 мужчин, 17 женщин). По спискам сельскохозяйственного налога на 1928/1929 годы в посёлке Таволжанского сельсовета Грязинского района Козловского округа ЦЧО число хозяйств и жителей оставалось таким же.
К началу войны пристанционный посёлок назывался Красный Луч, число хозяйств в нём составляло 268.
По переписи 1959 года в пгт Казинка числилось 5888 жителей (2688 мужчин, 3200 женщин). По переписи 1970 года — 7687 жителей (3453 мужчины, 4234 женщины).
По переписи 1979 года — 10936 жителей (5039 мужчин, 5897 женщин). По переписи 1989 года — 9134 жителя (4273 мужчины, 4861 женщина).

## Транспорт
Путевое хозяйство Юго-Восточной железной дороги. Действует железнодорожная станция Казинка.
Проходит Грязинское шоссе. В Казинке две автобусные остановки — «Асфальтная улица» и «Станция Казинка» (автобусы № 40, 106, 112, 343 и 407), также имеются несколько автобусных остановок в Дачном.